# Heterolocha tahoensis
Heterolocha tahoensis är en fjärilsart som beskrevs av Eugen Wehrli 1940. Heterolocha tahoensis ingår i släktet Heterolocha och familjen mätare. Inga underarter finns listade i Catalogue of Life.